# غلين موركوت

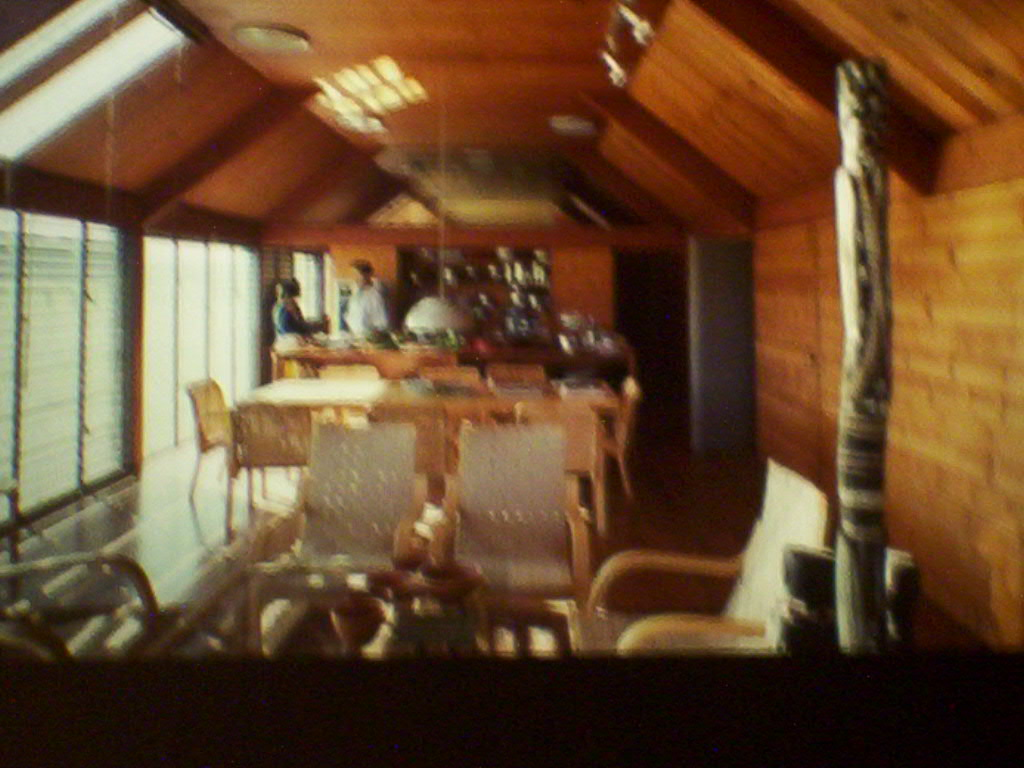
إحدى أعمال غلين موركوت.

(بالإنجليزية: Glenn Murcutt)‏ من أشهر المعماريين من مواليد 1936 أستراليا.

## روابط خارجية
- غلين موركوت على موقع الموسوعة البريطانية (الإنجليزية)
- غلين موركوت على موقع مونزينجر (الألمانية)